# 夕なぎ (1972年の映画)
『夕なぎ』（ゆうなぎ、原題・フランス語: César et Rosalie）は、1972年に製作・公開されたフランス・イタリア・西ドイツの合作映画である。クロード・ソーテが監督（脚本も）、イヴ・モンタンとロミー・シュナイダーが主演した。

## キャスト
| 役名           | 俳優                   | 日本語吹替                               |
| 役名           | 俳優                   | テレビ朝日版                             |
| -------------- | ---------------------- | ---------------------------------------- |
| セザール       | イヴ・モンタン         | 黒沢良                                   |
| ロザリー       | ロミー・シュナイダー   | 鈴木弘子                                 |
| ダヴィッド     | サミー・フレー         | 大塚国夫                                 |
| アントワーヌ   | ウンベルト・オルシーニ | 仲村秀生                                 |
| ミシェル       | ベルナール・ル・コック | 青野武                                   |
| リュシー       | エヴァ・マリー・ミネケ |                                          |
| マルセル       | アンリ＝ジャック・ユエ |                                          |
| マリーテ       | イザベル・ユペール     |                                          |
| ウェズレー     | ダニエル・マッセイ     |                                          |
| 不明 その他    | N/A                    | 峰恵研 石井敏郎 村松康雄 緑川稔 野沢雅子 |
| 日本語スタッフ |                        |                                          |
| 演出           |                        |                                          |
| 翻訳           |                        |                                          |
| 効果           |                        |                                          |
| 調整           |                        |                                          |
| 制作           | 制作                   | ニュージャパンフィルム                   |
| 解説           | 解説                   | 淀川長治                                 |
| 初回放送       | 初回放送               | 1980年2月24日 『日曜洋画劇場』           |

## あらすじ
ロザリーは30代半ばの通訳者で、夫と離婚後は幼い娘カトリーヌを一人で育てていたが、ある時出会ったセザールと恋に落ち、アパルトマンで半同棲を始める。セザールは金属解体業を営むバイタリティあふれる中年男で、ロザリーに夢中であった。彼女のほうも、やや直情径行だが陽気な彼に魅力を感じていた。
春の休日、ロザリーの母リュシーの3度目の結婚パーティーが行われ、親族や友人たちが集まった。そこには、バンド・デシネ作家のダヴィッドも招待されていた。穏やかで繊細な性質の彼とロザリーはかつて深い仲だった。少なからず動揺するロザリーだったが、無視するわけにもいかず声をかける。たちまち親密な空気を取り戻す2人だったが、その様子をセザールは離れた席から眺めていた。
その日から、ロザリー、セザール、ダヴィッドの間で、恋と嫉妬と友情が入り混じった三角関係が始まった。

## 映画賞受賞
- イヴ・モンタンがダヴィッド・ディ・ドナテッロ賞海外男優賞を受賞[1]
- 監督のクロード・ソーテと脚本のジャン＝ルー・ダバディが共にアカデミー・フランセーズのジャン・ル・デュック賞（フランス語版）（ルネ・クレール賞の前身）を受賞[2]